# La vita comincia ogni mattina
La vita comincia ogni mattina (en català: La vida comença cada matí) és una obra de teatre de dos actes dels autors italians Italo Terzoli i Enrico Vaime, escrita el 1981, estrenada oficialment el 1981. Terzoli i Vaime van adaptar també l'obra per a la pel·lícula homònima dirigida per Pietro Garinei el 1983.
L'argument de l'obra és la història d'un home casat (Gino Bramieri), que té els seus hàbits diaris (la seva esposa és interpretada per Carmen Scarpitta). De sobte, la seva vida es capgira per la passió d'una noia brasilera (Silvia Regina), molt més jove que ell.